# 田中俊明 (歴史学者)
田中 俊明（たなか としあき、1952年 - ）は、日本の歴史学者。滋賀県立大学名誉教授。専攻は朝鮮古代史・古代日朝関係史。

## 人物
福井県出身。初期の研究は『三国史記』の原典追求にあったが、1980年代後半より伽耶史への取り組みを深めた。高霊の大伽耶を中心とする大伽耶連盟の概念は、韓国の伽耶史研究で支持されるものとなっている。つくる会の歴史教科書については批判的である。市民活動では日朝友好促進京都婦人会議の講師、朝鮮古代史ツアーの主催などを行っている。

## 略歴
- 1982年 - 京都大学大学院文学研究科博士課程修了
- 1987年 - 堺女子短期大学講師
- 1988年 - 同助教授
- 1995年 - 滋賀県立大学教授
- 2018年 - 滋賀県立大学名誉教授

## 主な著作
- 『韓国の古代遺跡 1新羅篇（慶州）』（森浩一監修・東潮と共編著）中央公論社、1988 ISBN 978-4120016905
- 『韓国の古代遺跡 2百済・伽耶篇』（森浩一監修・東潮と共編著）中央公論社、1989 ISBN 978-4120016912
- 『大加耶連盟の興亡と「任那」―加耶琴だけが残った』吉川弘文館、1992 ISBN 978-4642081368
- 『高句麗の歴史と遺跡』（東潮と共著）中央公論社、1995 ISBN 978-4120024337
- 田中俊明「『日本書紀』朝鮮関係記事と百済三書」『京都産業大学日本文化研究所紀要』第26巻、京都産業大学日本文化研究所、2021年3月、232-178頁、ISSN 1341-7207、CRID 1050287750844018816。